# Funivia Malcesine
| Funivia Malcesine-Monte Baldo | Funivia Malcesine-Monte Baldo                                      |
| ----------------------------- | ------------------------------------------------------------------ |
| Bergstation                   |                                                                    |
| Lage:                         | Malcesine Venetien Italien                                         |
| Gebirge:                      | Monte Baldo, Gardaseeberge, Alpen                                  |
| Gesamtlänge:                  | 4.325 m                                                            |
| Höhendifferenz:               | 1.650 m 110 m {\displaystyle \mathrm {\nearrow } } 1.760 m         |
| Talstation:                   | 45° 45′ 58,4″ N, 10° 48′ 48,2″ O                                   |
| Mittelstation:                | 45° 46′ 7,9″ N, 10° 49′ 53,3″ O                                    |
| Bergstation:                  | 45° 46′ 9,3″ N, 10° 51′ 51,4″ O                                    |
| Fahrt                         |                                                                    |
| Dauer:                        | 4 ½ Minuten (1. Teilstück) 8 Minuten (2. Teilstück)                |
| Geschwindigkeit:              | 10 m/s (1. Teilstück) 8 m/s (2. Teilstück)                         |
| Beförderungsleistung:         | 600 Personen/h                                                     |
| Hintergrund                   |                                                                    |
| Besitzer:                     | Azienda Trasporti Funicolari Malcesine Monte Baldo Verona, Italien |
| Eröffnung:                    | 30. September 1962                                                 |
| Kontakt:                      | funiviedelbaldo.it                                                 |

Die Funivia Malcesine-Monte Baldo ist eine Luftseilbahn am Monte Baldo in Oberitalien. Die erste 1962 an gleicher Stelle eröffnete Pendelbahn wurde 2002 durch einen Neubau ersetzt. Sie überwindet in zwei Teilstrecken einen Höhenunterschied von 1650 Höhenmetern. Die Bahn wird von der Azienda Trasporti Funicolari Malcesine Monte Baldo betrieben.

## Geschichte
Erste Pläne für den Bau einer Seilbahn von Malcesine auf den Monte Baldo wurden bereits nach dem Ende des Ersten Weltkrieges vorgelegt. Die unter anderem von General Andrea Graziani ausgehende Initiative, sah die Errichtung einer Bahn von Malcesine auf die Bocca di Navene vor. An der Bocca di Navene waren der Bau eines Hotels und mehrerer Ferienhäuser geplant. Der für 1928 festgesetzte Baubeginn wurde zunächst aufgeschoben, bevor das Projekt fallen gelassen wurde. Nach Ende des Zweiten Weltkrieges wurde mit Aufkommen des Tourismus das Projekt wieder aufgenommen. 1950 wurde ein entsprechender Förderverein unter der Präsidentschaft von Alberto Pariani gegründet. Der Bau wurde nach der Wahl Parianis zum Bürgermeister von Malcesine 1952 auch von der Gemeinde offiziell unterstützt. Mit der Bahn sollte insbesondere der Wintertourismus gefördert werden, sie sollte aber auch als schnelle Anbindung an den Ortsteil San Michele dienen, der nur über Wege von Malcesine aus erreichbar war. Finanzierungsprobleme verzögerten den Bau.
Im Oktober 1962 konnte die Bahn mit Talstation in Malcesine in Anwesenheit des Staatspräsidenten Antonio Segni schließlich eingeweiht werden. 2002 wurde sie von Hölzl Seilbahnbau technisch ertüchtigt, zudem wurden im oberen Teilstück um 360 Grad rotierende Kabine eingebaut; die ersten der Welt. Im Juli 2002 wurde die neue Anlage in Anwesenheit von Staatspräsident Carlo Azeglio Ciampi der Öffentlichkeit übergeben. Bis zu ihrer Modernisierung hatte die Seilbahn über 6 Millionen Fahrgäste befördert.
An der Tal- und der Bergstation sind je eine historische Kabine der Seilbahn ausgestellt. An der Mittelstation erinnert ein kleines Denkmal an die Geschichte der Seilbahn.

## Betrieb und Technik
Die Seilbahn Malcesine besteht aus zwei Teilstrecken und hat eine Gesamtlänge von 4325 Metern, wobei sie insgesamt 1650 Höhenmeter überwindet. Die Transportkapazität beträgt 600 Personen pro Stunde.
Die untere Teilstrecke Malcesine – San Michele hat eine Länge von 1512 Metern und überwindet 463 Höhenmetern. Die obere Teilstrecke San Michele – Monte Baldo ist 2813 Meter lang mit einem Höhenunterschied von 1187 Höhenmetern. Die Bergstation Tratto Spino befindet sich auf 1760 m Die Gesamtfahrzeit beträgt knapp 15 Minuten.
Die erste Teilstrecke wird mit kleinen Kabinen für 45 Fahrgäste plus Seilbahnführer betrieben. Die konventionelle Kabinen, die sich nicht drehen, hängen an einem Tragseil und werden von einem Zugseil bewegt. Auf der zweiten Sektion San Michele – Monte Baldo verkehren die Panorama-Kabinen für 80 Fahrgäste. Sie drehen sind während der Fahrt exakt einmal um die eigene Achse. Die schwereren Kabinen hängen an zwei Tragseilen und werden von einem Zugseil bewegt. Ein weiteres, viertes Seil vervollständigt die Seilanlage. Für die zu festen Uhrzeiten geregelte Beförderung von Mountainbikes reduzieren sich die Transportkapazitäten entsprechend.
Die Bahn ist 10 Monate im Jahr geöffnet. Betreiber ist die Azienda Trasporti Funicolari Malcesine Monte Baldo in Verona, die 1955 gegründet wurde. Letztere wird von einem Konsortium der öffentlichen Hand kontrolliert, das sich aus der Gemeinde Malcesine, der Provinz Verona und der Handelskammer von Verona zusammensetzt.

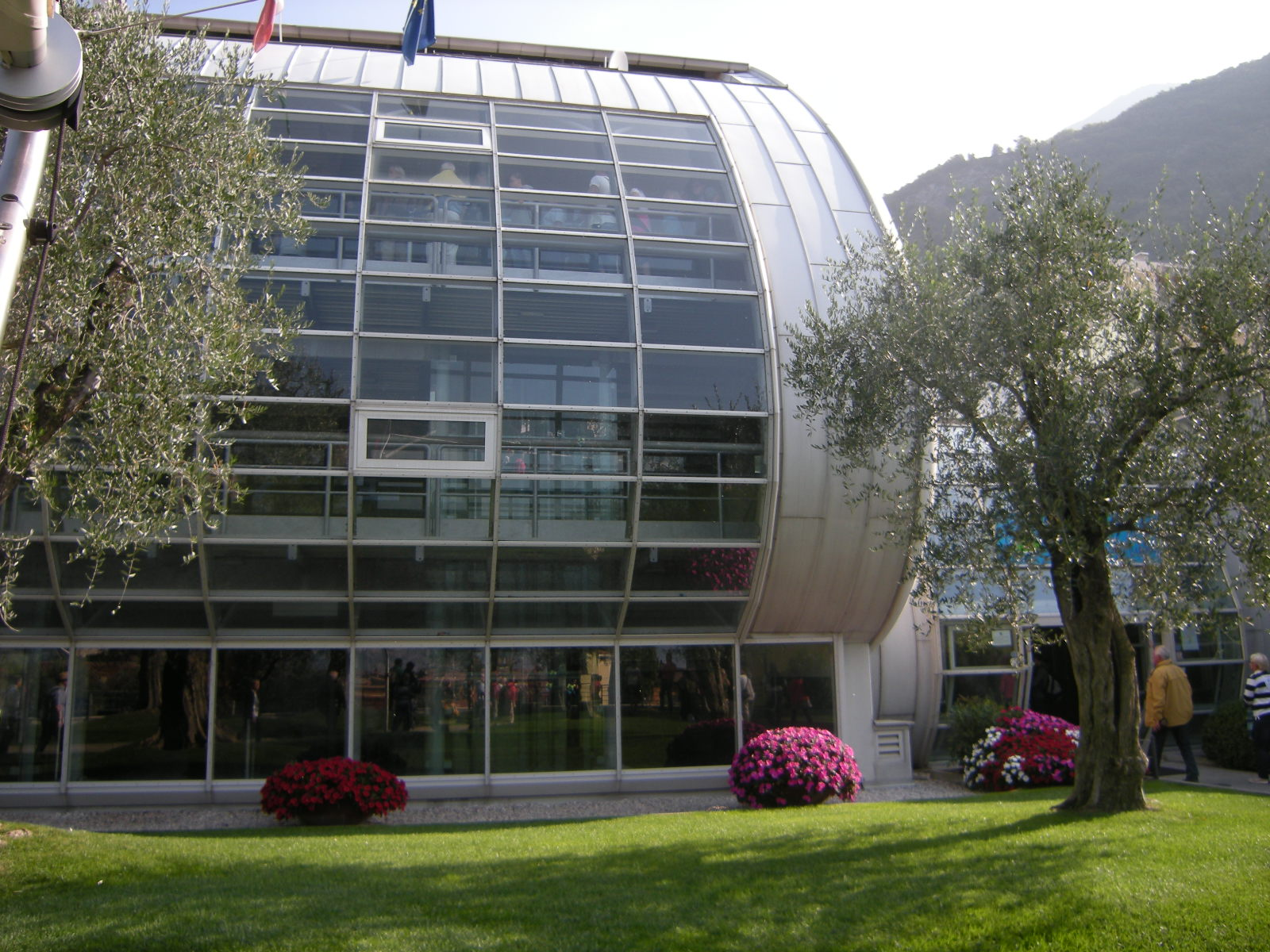
Talstation Malcesine
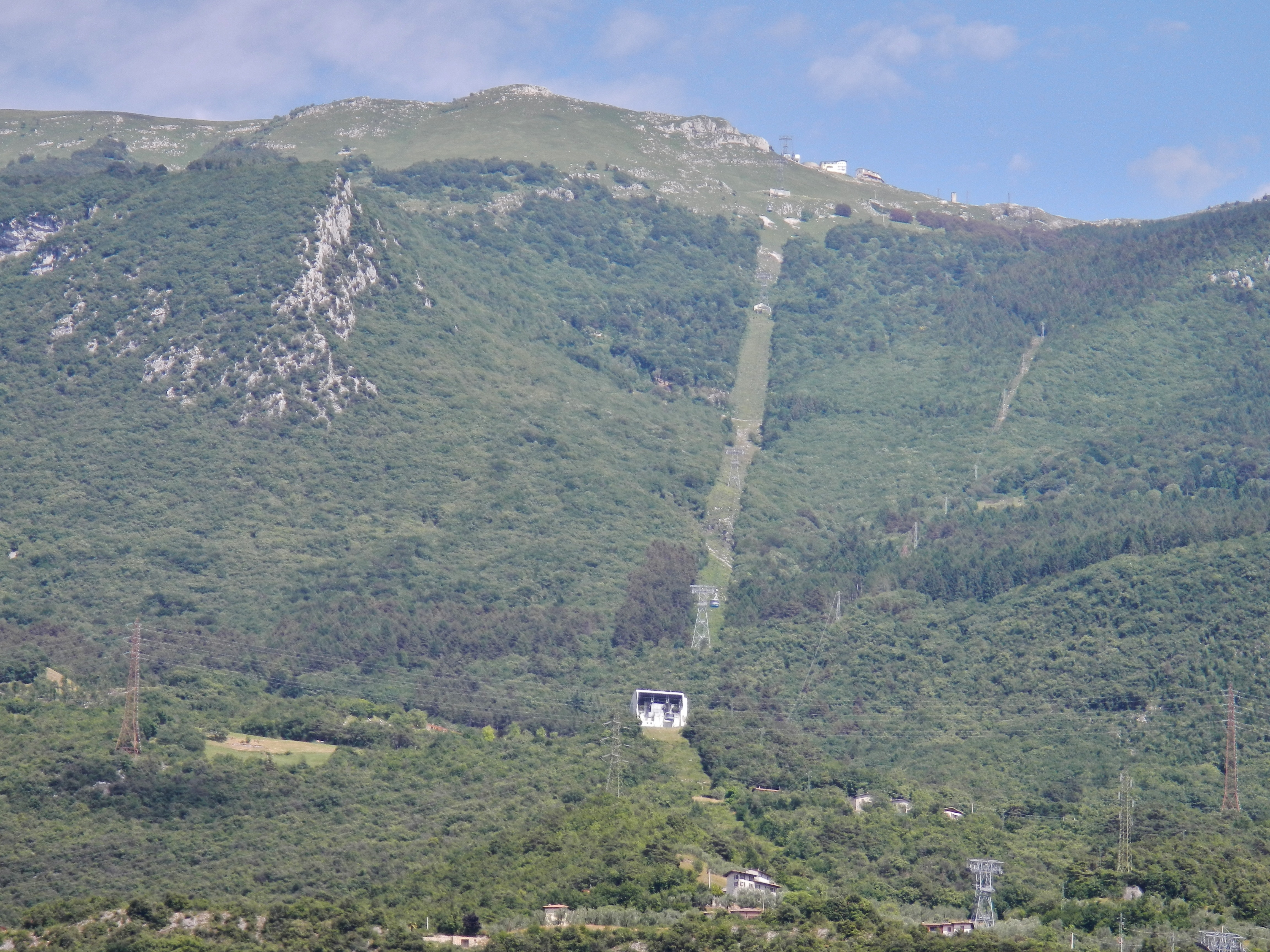
Mittelstation und oberes Teilstück
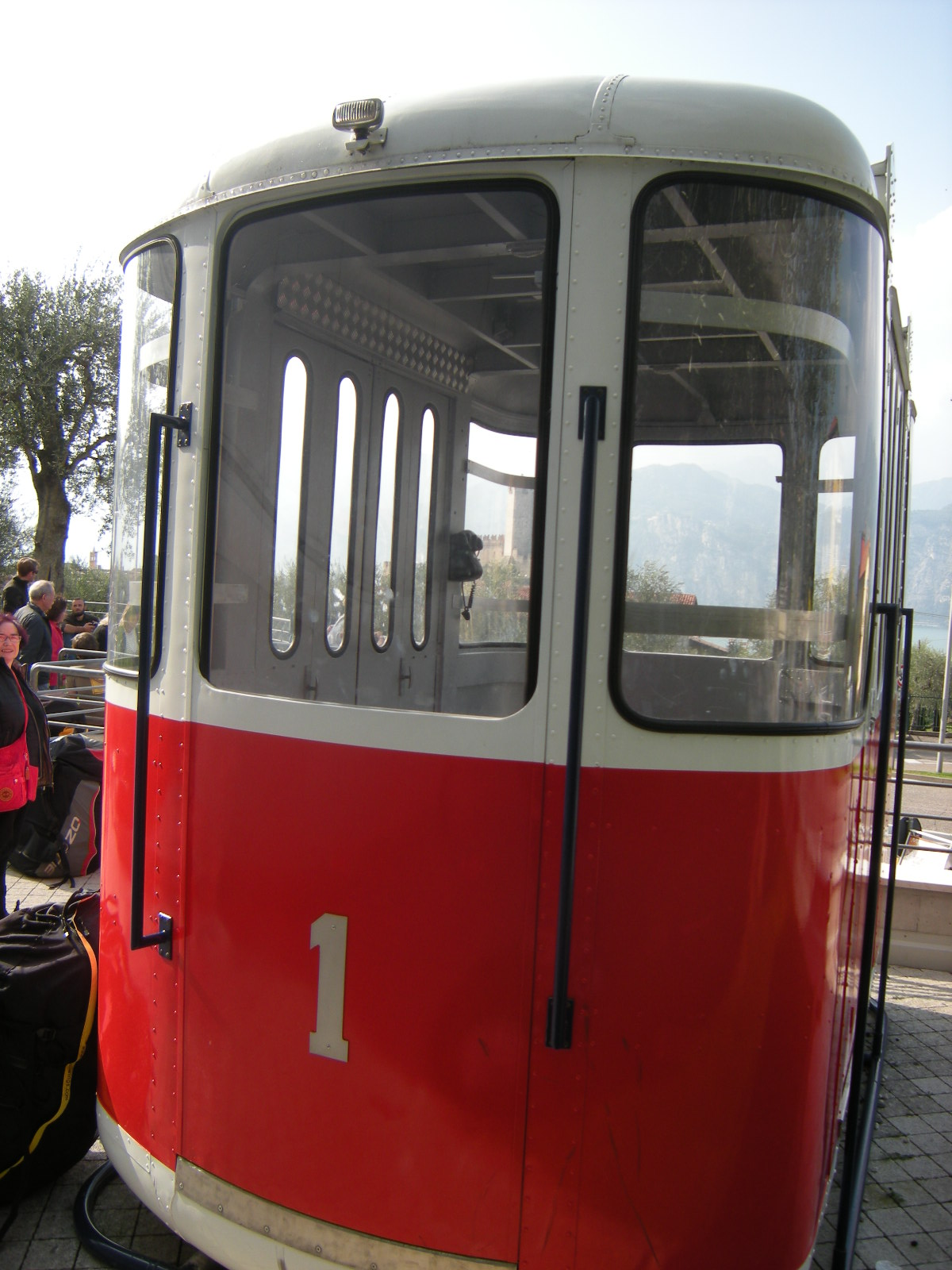
Kabine aus den 1960er Jahren
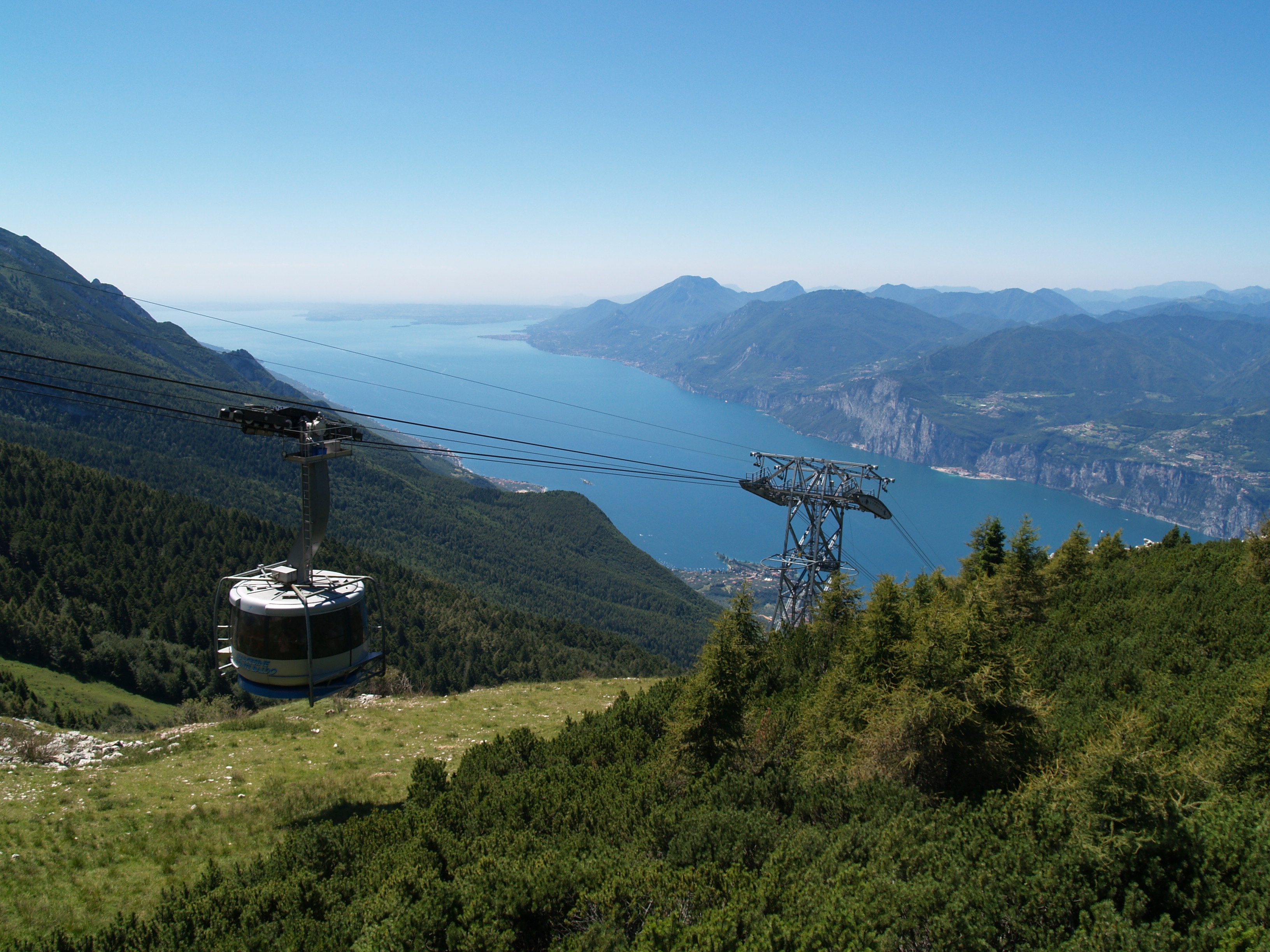
Panoramakabine im oberen Teilstück
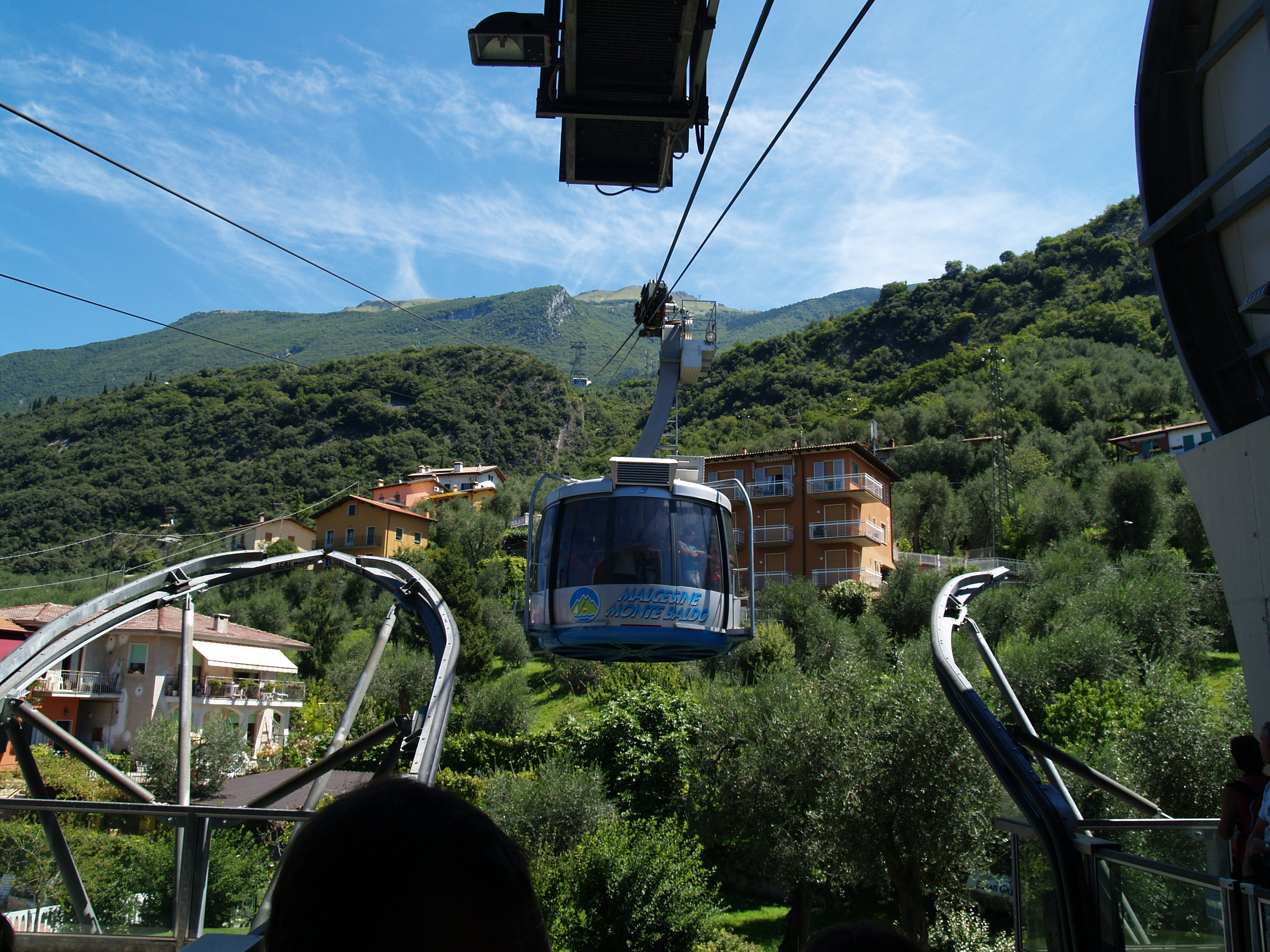
Kabine des unteren Teilstücks bei der Talstation Malcesine
- Fahrt mit der Funivia Malcesine – Abschnitt 1, 4× beschleunigt
- Fahrt mit der Funivia Malcesine – Abschnitt 2, 4× beschleunigt